# 고병준
고병준(1993년 3월 2일 ~ )은 대한민국의 축구 선수이며 포지션은 미드필더이다.